# Vicirionessa peckhamorum
Espèce
Synonymes
- Viciria peckhamorum Lessert, 1927

Vicirionessa peckhamorum est une espèce d'araignées aranéomorphes de la famille des Salticidae.

## Distribution
Cette espèce se rencontre au Congo-Kinshasa, au Nigeria, en Guinée, en Ouganda et au Mozambique.

## Description
Le mâle syntype mesure 8 mm et les femelles de 6,5 à 8 mm.
La carapace du mâle décrit par Wiśniewski et Wesołowska en 2024 mesure 4,1 mm de long sur 3,8 mm et l'abdomen 4,7 mm de long sur 2,6 mm.

## Systématique et taxinomie
Cette espèce a été décrite sous le protonyme Viciria peckhamorum par Lessert en 1927. Elle est placée dans le genre Brancus par Wesołowska et Edwards en 2012 puis dans le genre Vicirionessa par Wesołowska et Russell-Smith en 2022.

## Étymologie
Cette espèce est nommée en l'honneur d'Elizabeth Maria Gifford Peckham et George William Peckham.

## Publication originale
- Lessert, 1927 : « Araignées du Congo (Premiere partie). » Revue suisse de zoologie, vol. 34, p. 405-475 (texte intégral).